# 龙猪笼草
龙猪笼草（学名：Nepenthes naga）是婆罗洲巴里桑山脉特有的热带食虫植物。其特点为笼盖下表面末端附近具有分叉的附属物，且笼盖的边缘呈波浪状。种加词“naga”来源于印尼文，意为“龙”，指该物种独特的笼盖附属物，以及巨大的捕虫笼。这个名字也来源于当地的民间传说，其记叙道该物种的原生地曾有龙出没。

## 植物学史
2007年3月至7月，由印度尼西亚猪笼草爱好者首次采集到龙猪笼草，该发现为印度尼西亚猪笼草属植物考察分队的一部分考察结果。编号为“A.Primaldhi & M.Hambali DivNep052”的标本被指定为模式标本，其存放于西苏门答腊省巴东附近的安达拉斯大学植物标本馆（ANDA）。在茂物植物园植物标本馆（BO）还存放着一个等模标本。2007年7月27日，Alfindra Primaldhi和穆罕默德·汉巴里（Muhammad Hambali）在海拔1500米至2000米的地区采集到了这些标本。
2009年，Pitra Akhriadi、Hernawati、Alfindra Primaldhi和穆罕默德·汉巴里在植物学杂志《分类生物学、植物社会学、植物生态学杂志》（Reinwardtia）上发表了关于该物种的正式描述。该描述包括一幅由Hernawati创作的模式标本线条画，其展示了下位笼、上位笼和雌性花序的形态。

## 形态特征

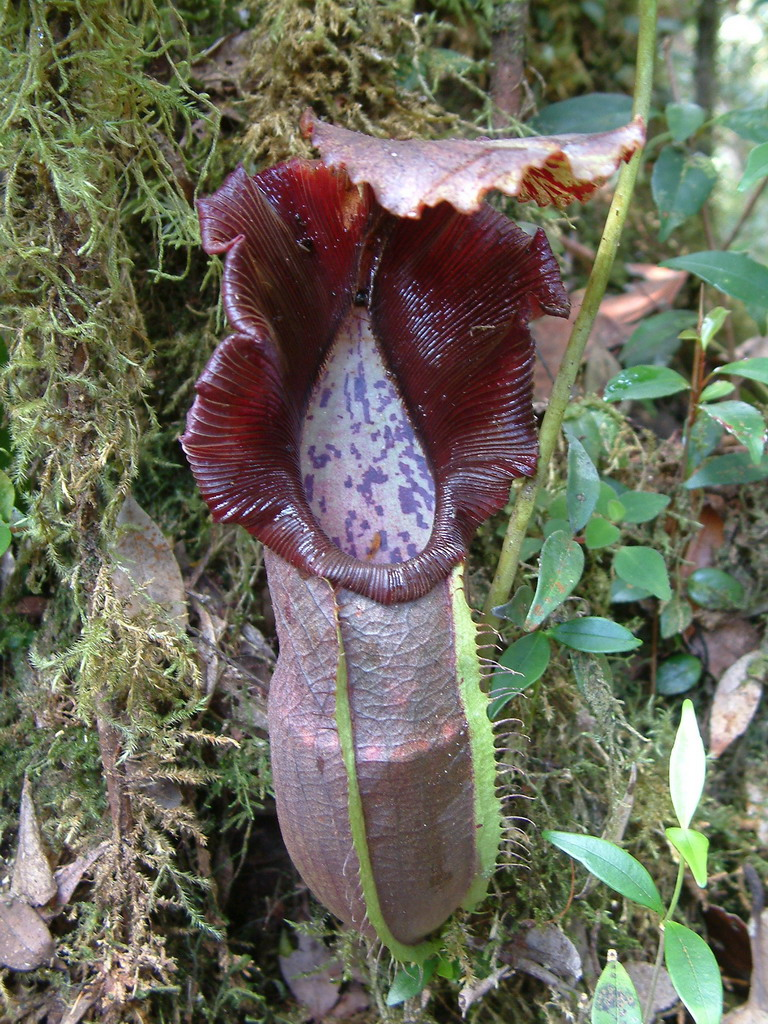
龙猪笼草的下位笼，示其发达的唇

龙猪笼草为藤本植物，其可攀至5米的高处。其茎直径可达1厘米，呈圆形至菱形。节间距可达14.8厘米。
龙猪笼草的叶片革质，无柄，呈匙形至长圆形。莲座状植株的叶片可长达27厘米，宽至7.8厘米；攀援茎的叶片可长达16厘米，宽至6厘米。叶基包住茎部周长的二分之一至三分之一。叶片上表面的中脉处凹陷，下表面呈三角状凸起。中脉的两侧各有3条纵脉，但仅在叶片的下半部较为明显。羽状脉不明显。叶片全缘，叶尖微缺至圆。莲座状植株的笼蔓可长达41厘米，在距叶尖0.3厘米处与之衔接，呈盾形。攀援茎的笼蔓可长达28厘米，与叶尖连接。

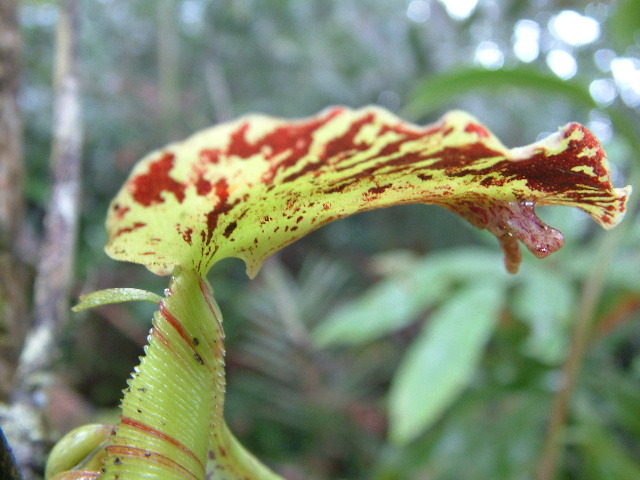
龙猪笼草笼盖的下表面，示其基部钩状的附属物和末端附近叉状的附属物

龙猪笼草下位笼的下半部为卵形，上半部为圆柱形。其可高达33.5厘米，宽至6.8厘米。腹面具一对可宽达0.5厘米的笼翼。翼须可长达1.9厘米。笼口为卵形，基部拉长成短唇颈。唇的两侧可宽达5.8厘米。唇内缘有明显的唇齿，唇颈处的唇齿可长达0.4厘米。笼盖呈卵形，边缘呈特殊的波浪状。其可长达8.5厘米，宽至7.2厘米，基部呈心形。笼盖的上表面具有4至5条可见的叶脉，下表面具有两个突出的附属物。第一个位于笼盖基部，呈钩状，可长达0.7厘米。第二个位于笼盖末端附近，为三角形或二岐，这个独特的附属物可长达1.4厘米，并具有大型的蜜腺，其直径为0.5至1毫米。笼盖下表面的中线处密布大量小蜜腺，其直径为0.1至0.5毫米。在笼盖基部后方具有一根可长达2.8厘米的笼蔓尾。
龙猪笼草上位笼的下部为漏斗形，中部为卵形，上部为圆柱形。其可高达24.3厘米，可宽至4.5厘米。笼翼缩小为一对隆起。唇较下位笼窄，宽仅可达1厘米。唇齿虽然明显，但大大缩短，唇颈处也仅可达1.3毫米。笼盖为椭圆形，基部为心形，可长达6.1厘米，宽至5.5厘米。中脉的两侧可见3至4条纵脉。与下位笼一样，上位笼的笼盖也具有两个附属物。钩状附属物可长达0.3厘米，叉状附属物可长达1.5厘米。叉状附属物上覆盖着大型的蜜腺，其直径为0.5至1毫米，而笼盖下表面的中线处聚集着大量小蜜腺，其直径为0.1至0.2毫米。笼蔓尾扁平，末端二叉。
仅已知雌性龙猪笼草的花序结构。其为总状花序，可长达14.5厘米，其中总花梗可长达7厘米，花序轴可长达7.5厘米。每个花梗带一朵或两朵花。分支花梗的基部可长达0.5厘米，分叉处可长达0.9厘米。苞片为丝状，可长达1.2厘米。花被片可长达0.5厘米。果荚可长达1厘米，宽至0.4厘米。
龙猪笼草无明显的毛被；植株的大部分无毛。

## 生态关系
龙猪笼草仅少量存在于北苏门答腊省的巴里桑山脉。其作为附生植物生活于海拔1500米至2000米的苔藓森林中。其原生地的植被主要由壳斗科（Fagaceae）和里白科（Gleicheniaceae）植物及各种山地灌木组成。
龙猪笼草存在的地区未受到保护。在龙猪笼草所处的山脚下人工种植了大片的橡胶树（Hevea brasiliensis），这对其生存构成了威胁。但是植物收藏者的过度采集也是导致龙猪笼草种群数量下降的一方面原因。过多的采集植株和种子，自然会使得新生植株数量的减少。
尚未发现龙猪笼草的自然杂交种。

## 相关物种
在龙猪笼草的描述中，作者将其与苏门答腊特有的卵形猪笼草（N. ovata）和匙叶猪笼草（N. spathulata）进行了对比，并指出可以基于二岐的附属物和边缘波浪状的笼盖将龙猪笼草与它们区分开来。此外，龙猪笼草也与其他许多猪笼草比较相似，如邦苏猪笼草（N. bongso），龙猪笼草很可能会被证明是其中一个物种的特殊变型。已发现了存在类似分叉笼盖附属物的邦苏猪笼草种群，同时“也可相信龙猪笼草的分布范围包含在邦苏猪笼草的分布范围内”。

## 扩展阅读
- 食虫植物照片搜寻引擎中龙猪笼草的照片（页面存档备份，存于）

 维基共享资源上的相關多媒體資源：龙猪笼草
 維基物種上的相關：龙猪笼草